# Дренування (медицина)

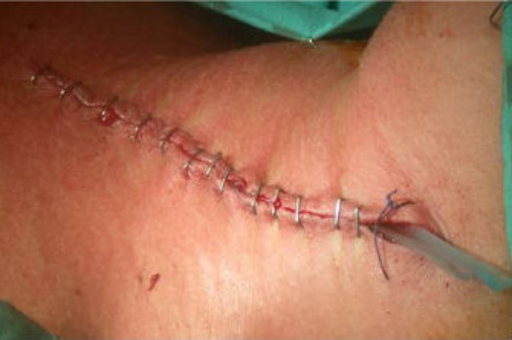
Дренування підшікірного простору шиї.

Дренува́ння — один із методів лікування та діагностики в медицині, зокрема у хірургії, що передбачає виведення з природних чи патологічних порожнин тіла людини різного вмісту, із використанням хірургічного інструментарію, медичного обладнання та матеріалів, фармакологічних препаратів.

## Види
Дренування можливе через:

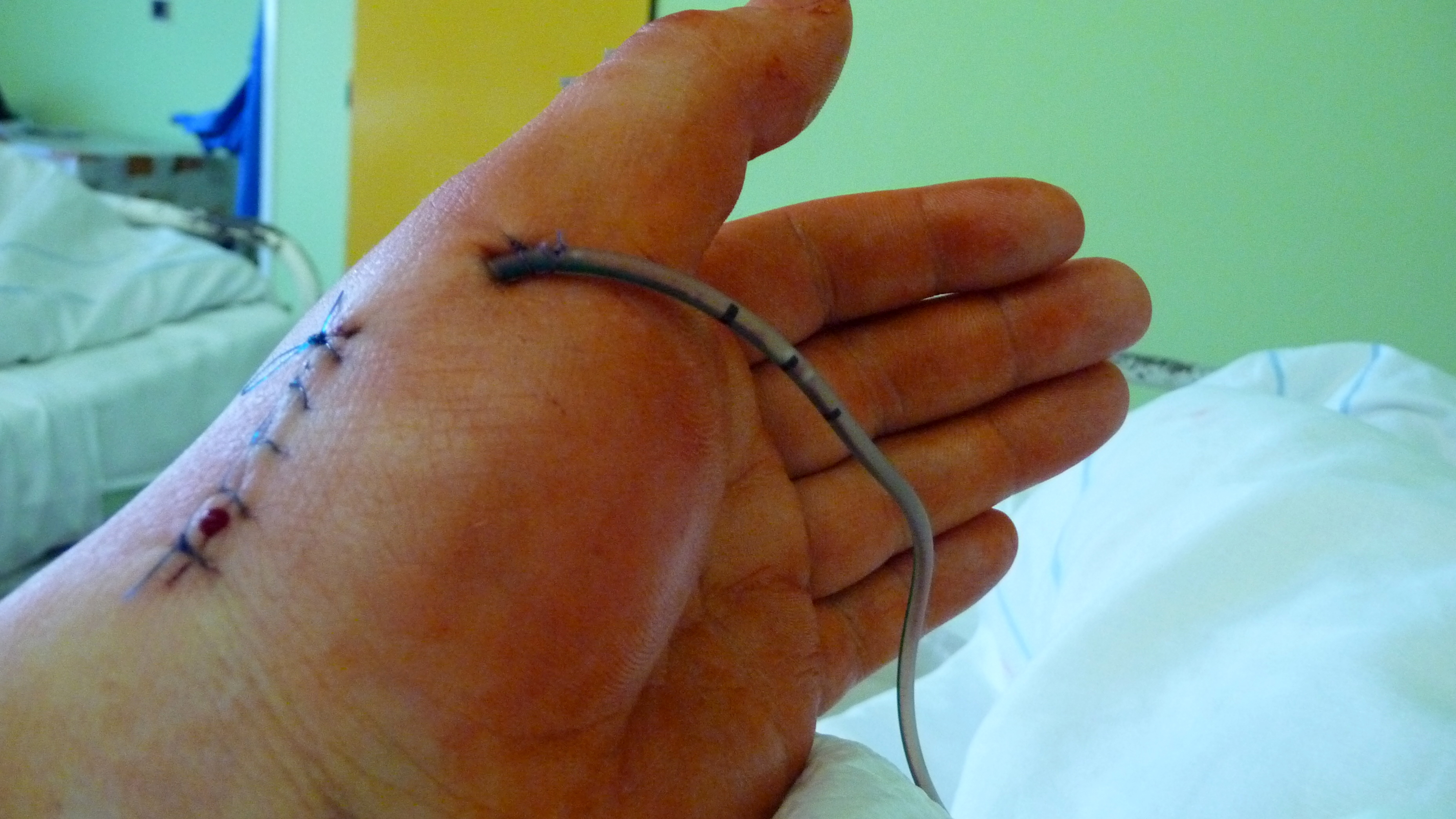
Рука пацієнта з дренажною трубкою (пасивний дренаж) після хірургічного лікування

- природні отвори (ротоглотка, носоглотка, анальний отвір, отвір сечівника)[2]
- штучні отвори (при пункціях, розрізах)[3]

Розрізняють активне та пасивне дренування.
Активне дренування — здійснюється медичними приладами та пристроями, які створюють негативний тиск, тим самим дренують («відсмоктують») рідини чи гази з порожнин, можуть використовуватись для створення ємностей, з негативним тиском, які відсмоктують раневий вміст і не прив'язують хворого до обладнання. Достатньо ефективний метод лікування ран, проте, вимагає обладнання та витратного (одноразового) забезпечення для виконання.
Пасивне дренування (постуральний дренаж) відбувається під дією: земного тяжіння, гіперосомолярних медикаментів, гідрофільності перев'язувального матеріалу, різних рухів пацієнта (створюється додатковий тиск в порожнинах, що призводить до витікання чи виходу вмісту з порожнини).
Також вирізняють відкрите та закрите дренування
Загалом для дренування необхідний дренаж або система дренажів. У гнійній хірургії, як дренаж застосовують синтетичні трубки різного діаметра (катетери), гумові смужки (інколи — скляні), марлеві турунди, ватно-марлеві тампони і т. ін..

## Ускладнення
Дренажі мають тенденцію перекручуватись (згинатись, перегинатись, прилипати й т. д..) або закупорюватись, у результаті чого в порожнині зберігається вміст (наприклад, рідина), який може сприяти пришвидшенню розвитку інфекції (реінфекції) або інших ускладнень.
Необхідно докладати щоденних зусиль для підтримки та оцінки прохідності, коли вони використовуються. Як тільки дренажі засмічуються або закупорюються, їх зазвичай видаляють із заміною (якщо це можливо), оскільки такі дренажі більше не виконують своєї функції.